# کشتار پوناری
کشتار پوناری (به لهستانی: zbrodnia w Ponarach) به کشتار جمعی تا ۱۰۰٬۰۰۰ تن، عمدتاً یهودیان، لهستانی‌ها و روس‌ها توسط اس دی و اس‌اس آلمان و همدستان لیتوانیایی آنها، همچون جوخه‌های مرگ یپاتینگاسیس بوریس، گفته می‌شود که در جریان جنگ جهانی دوم و هولوکاست در رایخس‌کومیساریات اوستلاند رخ داد.
این کشتارها میان ژوئیه ۱۹۴۱ و اوت ۱۹۴۴ در نزدیکی ایستگاه راه‌آهن پوناری، در حومه امروزین ویلنیوس، لیتوانی رخ دادند. حدود ۷۰٬۰۰۰ یهودی، به همراه ۲۰٬۰۰۰ لهستانی، و ۸٬۰۰۰ اسیر روسی در پوناری کشته شدند؛ اکثر این یهودیان از ساکنان نزدیکی ویلنا (ویلنیوس) یا گتوی تازه تأسیس شده آن بودند.
لیتوانی در جنگ جهانی دوم به یکی از نخستین مکان‌های خارج از لهستان اشغالی تبدیل شد که نازی‌ها به عنوان بخشی از راه حل نهایی در آن یهودیان را به شکل گسترده به قتل می‌رساندند. بنا بر اسنایدر، از ۷۰٬۰۰۰ یهودی ساکن ویلنا، تنها ۷٬۰۰۰ تن (۱۰ درصد) از جنگ جان سالم به در بردند. بر پایه تخمین سدلیس اما، تعداد ساکنان یهودی شهر در ژوئن ۱۹۴۱ برابر با ۸۰٬۰۰۰ تن بود که نیمی از جمعیت شهر را تشکیل می‌دادند. بر پایه دانشنامه هولوکاست و دیگران، بیش از دو سوم آن‌ها، یا کمینه ۵۰٬۰۰۰ یهودی، پیش از پایان سال ۱۹۴۱ کشته شده بودند.

## پیشینه
به دنبال سرکشی ژلیگوفسکی و ایجاد جمهوری موقت لیتوانیای مرکزی، مطابق با موافقت‌نامه‌های بین‌المللی که در سال ۱۹۲۳ توسط جامعه ملل به تصویب رسیده بودند، شهر پوناری بخشی از استان ویلنو (منطقه کرسی) در جمهوری دوم لهستان شد. زبان‌های غالب در این منطقه لهستانی و ییدیش بودند. پس از تهاجم نازی‌ها و شوروی به لهستان در سپتامبر ۱۹۳۹، منطقه به خاک شوروی ضمیمه شد و پس از حدود یک ماه، در ۱۰ اکتبر، طبق قرارداد همیاری متقابل شوروی و لیتوانی به لیتوانی منتقل شد.
به دنبال انضمام لیتوانی و کشورهای بالتیک به شوروی در ژوئن ۱۹۴۰، ساخت یک مرکز ذخیره‌سازی نفت در نزدیکی پوناری همزمان با فرودگاهی هوایی نظامی توسط شوروی آغاز شد. آن پروژه هرگز به اتمام نرسید و در ژوئن ۱۹۴۱ منطقه در جریان عملیات بارباروسا توسط ورماخت تصرف شد. جوخه‌های کشتار نازی تصمیم گرفتند از شش گودال بزرگ حفاری شده در مخازن ذخیره نفت برای آدم‌ربایی، کشتار و پنهان کردن اجساد قربانیان محلی استفاده کنند.

## کشتارها
کشتارها در ژوئیه ۱۹۴۱، و بلافاصله پس از ورود آینزاتس‌کماندو ۹ در ۲ ژوئیه ۱۹۴۱ به ویلنا آغاز شدند. بیشتر قتل‌ها در عمل توسط نیروهای ویژه جوخه‌های یپاتینگاسیس بوریس (داوطلبان لیتوانیایی) با ۸۰ نفر عضو انجام شدند. در ۹ اوت ۱۹۴۱، آینزاتس‌کماندو ۹ با آینزاتس‌کماندو ۳ جایگزین شد. در سپتامبر، گتو ویلنا گشوده شد. در همان ماه ۳۷۰۰ یهودی در جریان عملیاتی تیرباران شدند و ۶۰۰۰ تن دیگر نیز در طی عملیاتی دیگر در شهرگرد آورده شده، و به سوی پوناری به راه افتادند. بیشتر قربانیان پیش از تیراندازی برهنه شدند. با کمک یپاتینگاسیس، کشتارهای گسترده دیگری نیز در تمام طول تابستان و پاییز رخ دادند.
تا پایان سال، حدود ۵۰٬۰۰۰–۶۰٬۰۰۰ یهودی ویلنا، از جمله مردان، زنان و کودکان بنا بر دانشنامه هولوکاست، کشته شدند. بر پایه گفته‌های اسنایدر، ۲۱٬۷۰۰ تن از آنها در پوناری تیرباران شدند، اما اختلافات جدی در مورد تعداد تلفات این دوره وجود دارد. ییتزهاک آراد در کتاب گتوها در شعله‌های آتش اطلاعاتی را بر پایه اسناد دست اول یهودیان که توسط گزارش‌های آینزاتس‌گروپن آورده شده‌اند، و نیز کارت‌های سهمیه و مجوزهای کار، ارائه داده‌است. بر پایه برآوردهای وی، تا پایان دسامبر، ۳۳٬۵۰۰ یهودی ویلنا در پوناری به قتل رسیدند، ۳۵۰۰ تن به سوی شرق فرار کردند و ۲۰٬۰۰۰ تن نیز در گتو باقی ماندند. دلیل چنین دامنه گسترده‌ای از مرگ و میرها وجود پناهجویان جنگی بود که از سوی غرب لهستان تحت اشغال آلمان آمده بودند، و دولت جدید لیتوانیایی حق اقامت از آن‌ها را صلب کرده بود. به گزارش صلیب سرخ لیتوانی، در آستانه الحاق لیتوانی به اتحاد جماهیر شوروی در ژوئن ۱۹۴۰، ویلنا محل زندگی حدود ۱۰۰٬۰۰۰ تازه‌وارد، از جمله ۸۵٬۰۰۰ لهستانی، و ۱۰٬۰۰۰ یهودی بود.
از سرعت کشتارها در سال ۱۹۴۲ کم شد، چرا که برده‌کارگران یهودی ساکن گتوها توسط ورماخت به کار گماشته شدند. همزمان با پیشروی نیروهای شوروی در سال ۱۹۴۳، واحدهای نازی تلاش کردند تا طبق دستور ویژه ۱۰۰۵ اقدام به پنهان‌سازی جنایت‌ها کنند. از ۸۰ زندانی اردوگاه کار اجباری اشتوتهوف برای تشکیل «واحدهای اجساد» (Leichenkommando) بهره گرفته شد. کارگران ناچار شدند اجساد را از دورن گودال‌ها بیرون آورده، روی چوب انباشته و سپس بسوزانند. آن‌ها سپس خاکسترها را شخم زده، با شن مخلوط کرده و دفن کنند. پس از ماه‌ها کار طاقت‌فرسا، این گروه از زندانیان توانستند از راه تونلی که با قاشق کنده شده بود در در ۱۹ آوریل ۱۹۴۴ فرار کند. از ۸۰ تن، یازده نفر از جنگ جان سالم به در بردند. شهادت آن‌ها بعدها در آشکار کردن گسترهٔ کشتارها کمک کرد.

## قربانیان
تعداد کل قربانیان تا پایان سال ۱۹۴۴ میان ۷۰ تا ۱۰۰ هزار تن بود. طبق نبشی قبر که پس از جنگ توسط نیروهای جبهه دوم بلاروسی اتحاد جماهیر شوروی انجام شد، اکثریت قربانیان (۵۰٬۰۰۰–۷۰٬۰۰۰ تن) یهودیان لهستانی و لیتوانیایی از شهرهای نزدیک متعلق به لهستان و لیتوانی بودند، در حالی که بقیه را در درجه نخست لهستانی‌ها (حدود ۲۰٬۰۰۰) و روس‌ها (حدود ۸۰۰۰) تشکیل می‌دادند. به گفته مونیکا تومکیویچ، نویسنده کتابی در مورد کشتار پوناری مربوط به سال ۲۰۰۸، ۸۰ هزار تن در کشتارها کشته شدند؛ از جمله ۷۲٬۰۰۰ یهودی، ۵۰۰۰ زندانی شوروی، میان ۱۵۰۰ تا ۲۰۰۰ لهستانی، ۱۰۰۰ تن که به عنوان کمونیست یا فعال شوروی نامیده شده بودند، و ۴۰ کولی.
قربانیان لهستانی بیشتر اعضای روشنفکر جامعه لهستان بودند - دانشگاهیان، استادان، کشیش‌ها و اعضای جنبش مقاومت ارتش میهنی. در میان نخستین قربانیان، حدود ۷٬۵۰۰ اسیر شوروی بودند که در سال ۱۹۴۱ بلافاصله پس از آغاز عملیات بارباروسا تیرباران شدند. در مراحل بعدی نیز تعداد کمتری از قربانیان ملیت‌های دیگر، از جمله روس‌ها، کولی‌ها و لیتوانیایی‌های بومی، به قتل رسیدند.